# مسیاگوتوو (دووانسکی)
مسیاگوتوو (انگلیسی: Mesyagutovo, Duvansky District, Bashkortostan) یک شهر در شهرستان دووانسکی در استان باشقیرستان کشور روسیه است.